# 巴加捷 (伊斯梅爾區)
45°24′28″N 28°56′13″E / 45.40778°N 28.93694°E
巴哈泰（烏克蘭語：Багате）是位於烏克蘭西南部的村莊，由敖德萨州伊茲梅爾區的薩夫亞尼市鎮負責管轄。該村始建於1806年，面積4.9平方公里，海拔高度14米，2001年人口3,977，人口密度每平方公里811.63人。